# Francesco Speranzini
Francesco Speranzini (Mantova, 5 aprile 1840 – Piubega, 20 ottobre 1923) è stato un patriota e militare italiano, partecipò alla Spedizione dei Mille di Garibaldi.